# Metuixael
En el Gènesi, capítol quart, Metuixael és un descendent de Caín. El seu pare es deia Mehuiael i el seu fill fou Lèmec.
Segons una tradició apòcrifa jueva, un net seu anomenat Tubal-Caín va assassinar per error Caín, el fill malvat d'Adam. Quan va dir-ho al seu pare Lèmec, aquest el va matar a ell. Aleshores, la terra va esberlar-se i va engolir Metuixael, el seu pare Mehuiael i el seu avi Irad.